# Zuismo

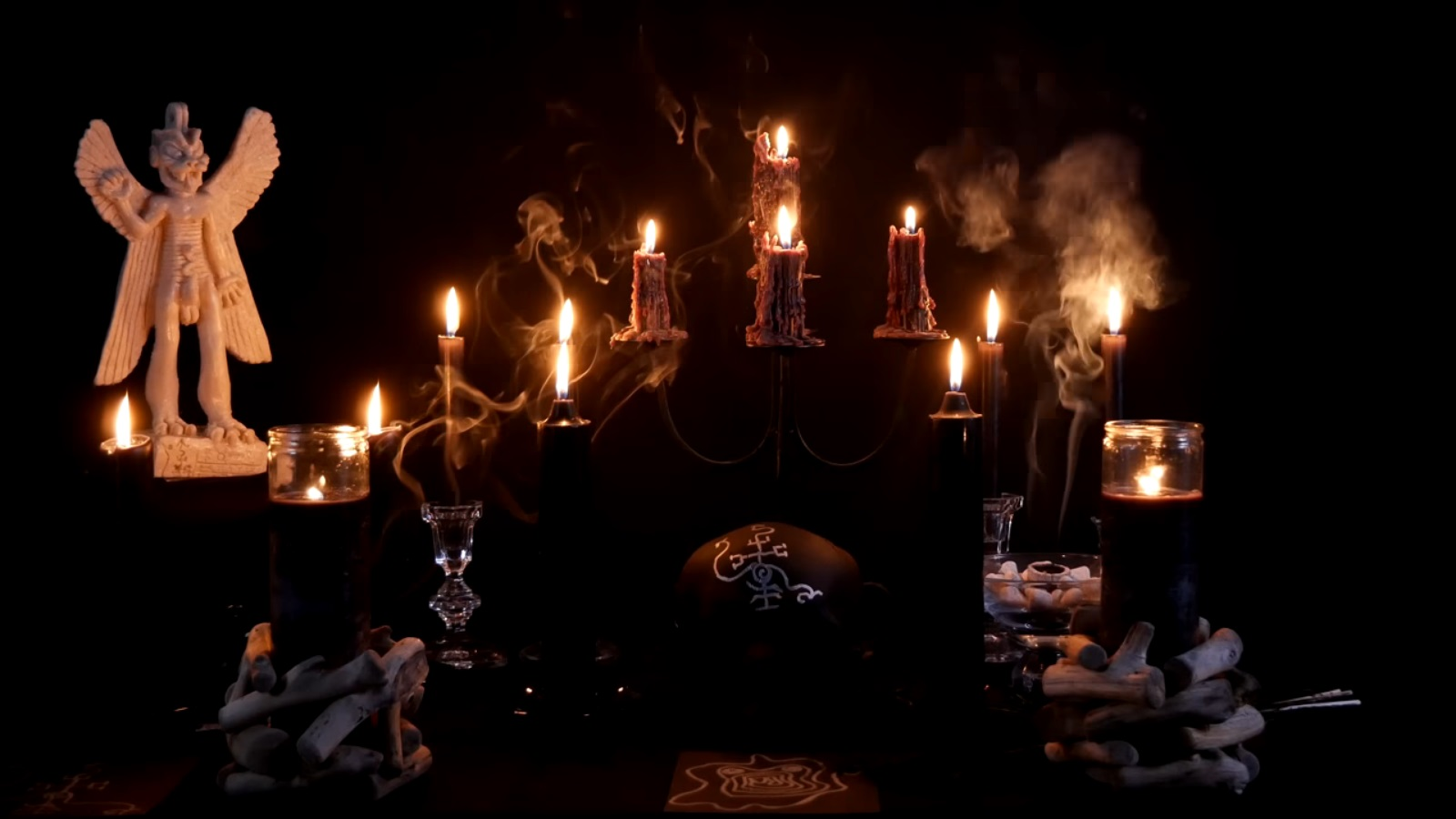
Altare di un praticante zuista dedicato alla divinità assira Pazuzu. I sigilli in primo piano al centro dell'altare sono quelli di Humbaba (sotto) e Pazuzu stesso (sopra), tratti dal Simon Necronomicon, grimorio di magia mesopotamica scritto dallo studioso di esoterismo Peter Levenda.

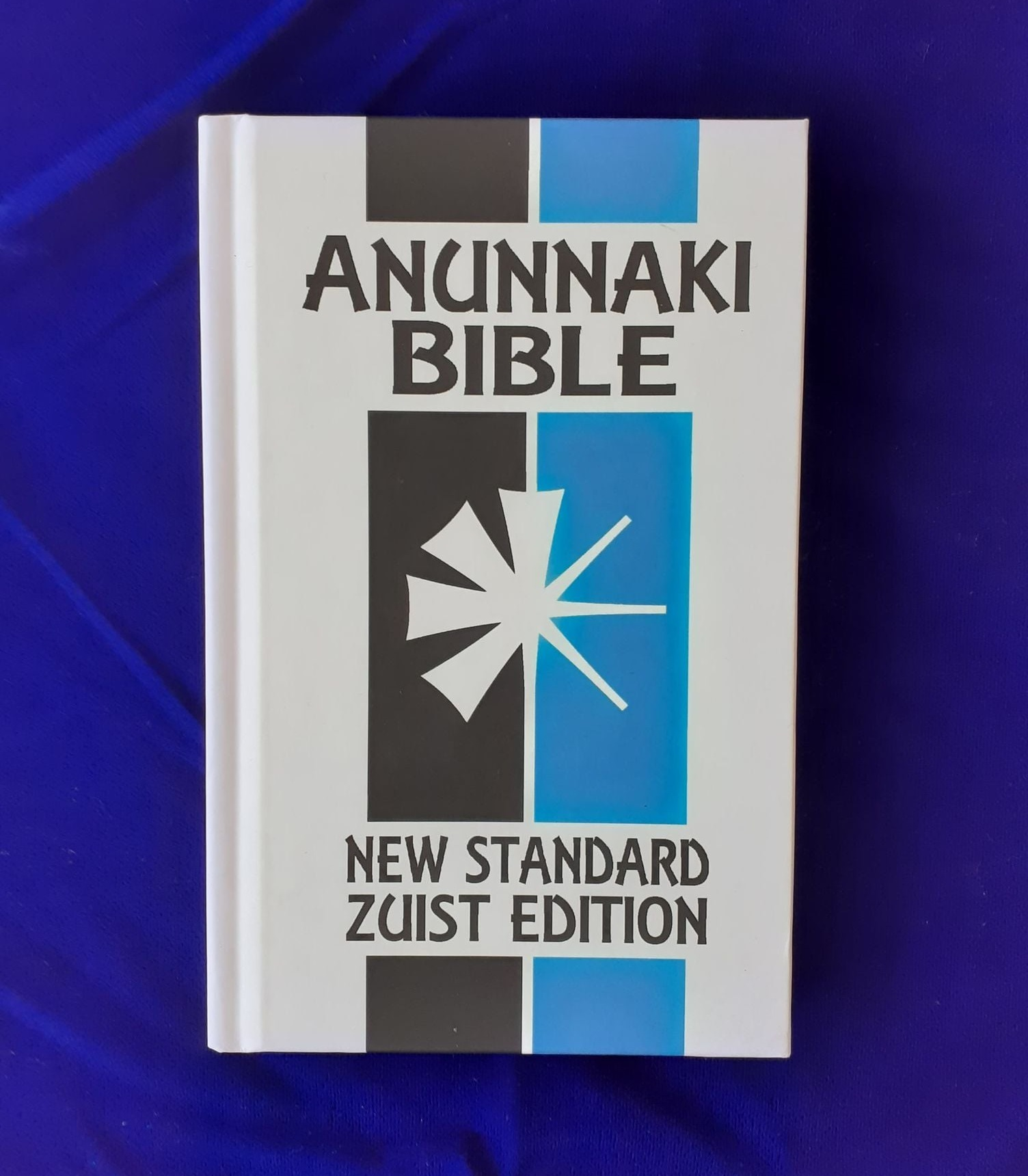
La Bibbia degli Anunnaki dello zuismo di corrente mardukita.

Lo zuismo (arabo: الزوئية al-Zuiyya; simbolo religioso: 𒀭) è un insieme di nuovi movimenti religiosi neopagani basati sulle religioni di matrice sumera della Mesopotamia e del Medio Oriente, che i sostenitori ritengono la "religione più antica, fondamento di tutte le religioni successive". È chiamato anche neopaganesimo sumero-mesopotamico e neopaganesimo semitico-cananeo (nelle sue iterazioni nelle lingue semitiche post-sumeriche), oppure anche natib qadish (ugaritico : ntb qdš 𐎐𐎚𐎁𐎟𐎖𐎄𐎌). Gruppi e praticanti zuisti sono presenti negli Stati Uniti, in Europa occidentale, in Europa orientale e in Medio Oriente. La maggioranza dei nuovi aderenti sono giovani, connessi a internet, e già disaffiliati dal cristianesimo nel momento dell'adesione al movimento zuista.
Le origini dello zuismo si fanno risalire a comunità di neopagani ungheresi degli anni '60 e '70 del XX secolo, specialmente nell'opera dell'assiriologo Ferenc Badiny Jós (1909–2007), che fondò una Chiesa ungherese zuista e redasse la Bibbia magiara. Il neopaganesimo mesopotamico è stato successivamente sviluppato anche dall'esoterista statunitense Joshua Free, che ha reso pubbliche le sue dottrine dal 2008 sotto il nome di "zuismo mardukita".
In Islanda, un'organizzazione zuista locale, la Zuism trúfélag, ufficialmente riconosciuta dallo stato nel 2013, fu usata nel 2015 come mezzo per aggirare la tassa che nel paese nordico è imposta in base all'affiliazione religiosa e per protestare contro i legami tra religione e stato.

## Etimologia
La parola "zuismo" deriva dal verbo sumero zu 𒍪 (idû in accadico), che significa "sapere", "conoscere". "Zuismo" vuole dunque dire "religione della conoscenza", e il termine fu usato per la prima volta dall'autore zuista americano Joshua Free nella metà degli anni 2000. I termini natib e qadish sono in lingua ugaritica, lingua dell'antica città-stato cananea di Ugarit. Natib significa "via" e qadish significa "sacro". In un'unica locuzione, natib qadish significa dunque "via sacra", ed è usato per indicare lo zuismo di lingua semitica. Secondo questa terminologia, gli adepti alla religione sono chiamati qadish, al plurale qadishuma, mentre i sacerdoti maschi e femmine sono detti rispettivamente qadishu e qaditshu.

## Movimenti zuisti

### Zuismo ungherese
Il primo movimento zuista organizzato fu fondato dall'assiriologo ungherese Ferenc Badiny Jós (1909–2007), insieme a Ida Bobula e altri autori, quali Tibor Baráth, Victor Padányi e András Zakar, tra gli anni '60 e '70 del XX secolo, all'interno di quegli ambienti neopagani in Ungheria che cercavano di collegare le origini storiche degli ungheresi agli antichi sumeri. Ferenc Badiny Jós, emigrato a Buenos Aires, in Argentina, fondò una "Chiesa ungherese" (Magyar Egyház) di tradizione sumera, la cui eredità ancora oggi influenza gli zuisti (neopagani sumeri) in Ungheria. Un lascito importante di Badiny Jós è la Bibbia magiara di tradizione sumera, da lui scritta.

### Zuismo mardukita

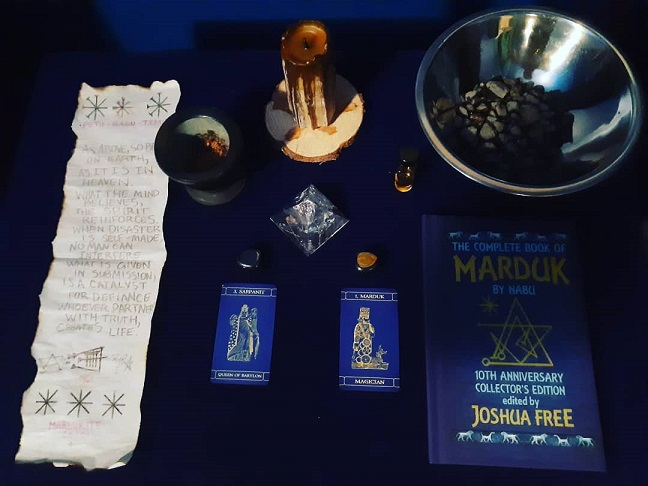
Altare di un praticante canadese dello zuismo mardukita. Sulla copertina del Book of Marduk figura la merkabah (carro) zuista, il veicolo di connessione con i sette Anunnaki e quindi con la trinità suprema (An, Enlil, Enki).

Lo zuismo mardukita (Mardukite Zuism) è una dottrina zuista fondata dall'esoterista statunitense Joshua Free nel 2008 e incorporata dalla "Chiesa fondativa dello zuismo mardukita" (Founding Church of Mardukite Zuism). I testi religiosi di tale corrente comprendono la Anunnaki Bible New Standard Zuist Edition, il Mardukite Zuist Necronomicon, The Power of Zu, e i numerosi altri scritti di teoria e pratica dello stesso autore. Joshua Free definisce lo zuismo come una "sistemologia" e una "tecnologia spirituale" per la realizzazione del sé, vale a dire la riunione di sé con Dio, e, oltre a "conoscenza", Free dà a zu il senso di "coscienza" e lo interpreta come la radiazione energetica che impregna tutta la materia vivente.

### Zuismo iracheno

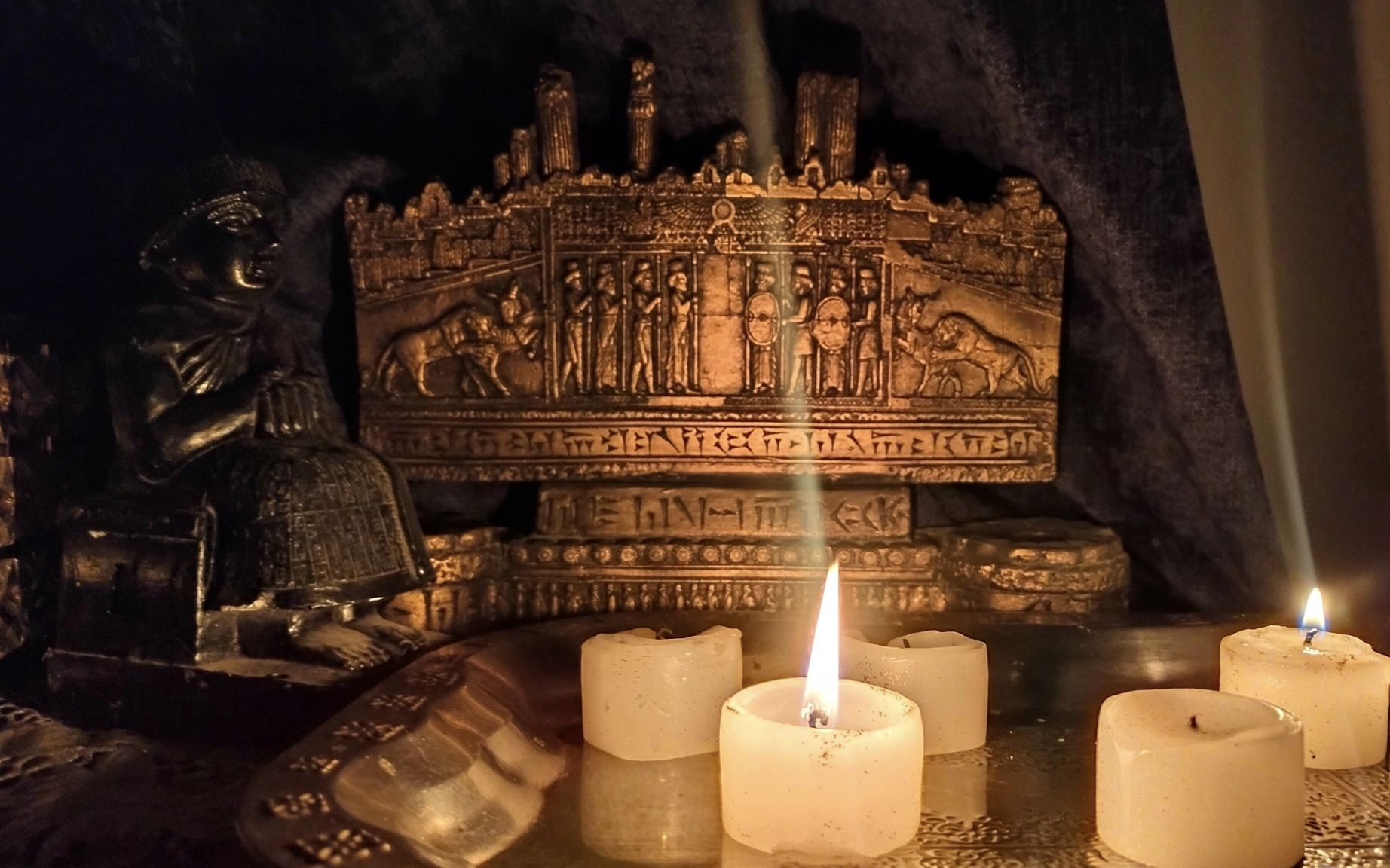
Altare privato dedicato a Gudea e ad altre figure, di un praticante zuista a Nassiriya.

L'assiriologo russo V. V. Yemelyanov ha documentato l'emersione di un neopaganesimo zuista in Iraq all'inizio degli anni 2010, con la diffusione di preghiere agli dèi mesopotamici in lingua araba.

### Zuismo cananeo
Lo zuismo ricostruttivo cananeo raccoglie una piccola comunità di aderenti nell'Israele contemporaneo. Esso ha antecedenti nel movimento culturale e letterario del cananismo che si sviluppò tra gli ebrei della Palestina britannica negli anni '40 del XX secolo, in particolare con l'opera di Yonatan Ratosh (1908–1981), nato con il nome di Uriel Helpern a Varsavia, in Polonia. Lo zuismo cananeo è anche chiamato natib qadish, locuzione coniata dalla seguace statunitense Tess Dawson all'inizio degli anni 2000. Il seguace israeliano Elad Aaron ha formulato un'ideologia culturale per la riscoperta politica della religione pandeista cananea chiamata "nuovo cananismo re-sionista" (Shni-Tzioni).

### Zuismo islandese
L'"Associazione di fede dello zuismo" (Zuism trúfélag), o "Chiesa zuista d'Islanda", venne fondata in Islanda nel 2010 da Ólafur Helgi Þorgrímsson e riconosciuta dallo stato nel 2013, quando la legge islandese sulle organizzazioni religiose fu emendata per facilitare il riconoscimento di religioni non-cristiane.
Sul finire del 2015 la direzione della Zuism trúfélag d'Islanda fu assunta da un gruppo di membri conosciuto come il "Consiglio degli Anziani", capeggiato da Ísak Andri Ólafsson, sotto la cui guida la Zuism trúfélag fu usata come mezzo di protesta contro le principali chiese sostenute dal governo e contro l'imposta che nel paese nordico i cittadini versano in base all'affiliazione religiosa (sóknargjald). Con tale cambio di rotta, circa 3000 islandesi (1% della popolazione) aderirono alla Zuism trúfélag nelle ultime settimane del 2015. Lo stato islandese richiede ai propri contribuenti di supportare l'organizzazione religiosa o filosofica cui sono affiliati, se è tra quelle riconosciute, attraverso un'imposta annuale; se si aderisce a una religione non riconosciuta o non si aderisce ad alcuna religione, l'imposta va allo stato. La Zuism trúfélag, a differenza delle altre organizzazioni religiose, nel 2015 promise di rimborsare i propri membri della tassa da loro stessi versata.
Nel 2016, Ágúst Arnar Ágústsson diede inizio a una disputa legale contro il nuovo gruppo dirigente guidato da Ísak Andri Ólafsson, sostenendo di essere il legittimo capo della Zuism trúfélag e che Ísak Andri e il suo gruppo ne avessero assunto la direzione ingiustamente. Ágúst Arnar Ágústsson vinse la causa e tornò a capo del movimento nell'ottobre 2017, permettendo alla chiesa, dopo circa due anni di paralisi delle sue attività, di ricevere le imposte e ripagare i suoi membri. Tuttavia, nel 2019–2020 Ágúst Arnar Ágústsson e suo fratello Einar furono imputati per appropriazione indebita dei proventi ottenuti dalla Zuism trúfélag mediante la sóknargjald. Nel 2022 vennero assolti da tutte le imputazioni.

Loghi della Zuism trúfélag islandese negli anni
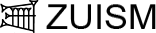
2010–2015
2015–2017
2017–oggi

## Credenze e pratiche religiose

Sigillo della merkabah (il "carro") nella dottrina dello zuismo mardukita, secondo cui esso è il veicolo di connessione con i sette Anunnaki e con la triade suprema di An.

### Teologia
Nella teologia zuista, i quattro principii cosmici sono:
- ① An/Dingir (letteralmente "Cielo" o "Dio"), astralmente identificato con il polo nord celeste avvolto dalla spira della costellazione del Dragone, e con tutte le costellazioni che ruotano intorno ad esso, è il Dio supremo universale;[25] l'Orsa Minore è il suo carro, Margiddaanna, letteralmente il "Carro del Cielo").[26]
- ② Ki o Ninhursag (letteralmente "Terra" o "Signora della Montagna"), il principio materiale nel quale lo spirito di Dio si incarna, e che vitalizza.
- ④ Enlil (letteralmente "Signore della Tempesta", del "Respiro" o dello "Spirito"), l'aspetto trascendente attivo di An, dio del tempo atmosferico e del tuono, astralmente identificato nella costellazione Apin, l'"Aratro", i.e. il Triangolo, e in generale con le costellazioni settentrionali o interne, vale a dire il circolo più vicino al polo nord celeste An; la sua femmina, Ninlil, letteralmente "Signora della Tempesta", è Margidda, il "Grande Carro".[27]
- ③ Enki (letteralmente "Signore della Terra"), l'aspetto immanente di An, dio dell'acqua e della tecnica, astralmente identificato nella costellazione Iku, il "Campo", i.e. il Quadrato di Pegaso, e generalmente con le costellazioni meridionali o esterne, vale a dire quelle che orbitano nel circolo più lontano dal polo nord celeste.[28]

Cielo stellato, terra, aria e acqua sono quindi considerati gli elementi fondamentali del cosmo. Gli dèi sono ritenuti degli esseri immortali, simili nella forma agli uomini ma invisibili all'occhio umano. Essi sono potenze che guidano lo sviluppo dell'universo.
Al di sotto della triade suprema sono di precipua importanza i sette Anunnaki, le sette stelle del polo nord e i sette pianeti vicini alla Terra, incarnantisi dalle loro rispettive sfere celesti (An) nella materia (Ki): Nanna (la Luna), Utu (il Sole), Marduk (rappresentato armato di spada e con un drago, astralmente identificato con Giove, e anche associato al polo nord celeste An), Nabu (dio della scrittura e della saggezza, astralmente identificato con Mercurio), Nergal (dio del mondo sotterraneo e dei malanni, astralmente identificato con Marte), Ninurta (dio della guerra e dell'agricoltura, astralmente identificato con Saturno), Inanna (dea dell'amore, della bellezza, della creatività e della guerra; astralmente identificata con Venere). Tra le divinità minori, molto venerato è Dumuzi, il dio pastore della morte e della resurrezione, astralmente identificato con la costellazione dell'Ariete.

### Etica e recitazione delle scritture
L'universo è sviluppato dagli dèi secondo misure, me 𒈨. Le credenze e le pratiche dello zuismo si basano sui poemi della letteratura sumera, che vengono recitati dagli zuisti nelle loro cerimonie di culto in onore degli dèi. Per tali recitazioni si tengono raduni a cadenze regolari, durante i quali si svolgono anche preghiere sia personali che per il benessere collettivo. I credenti conducono le loro esistenze quotidiane in conformità ai me, che sono codici etici donati dagli dèi e modellati sulle leggi dell'universo, che governano ogni aspetto della moralità, da quello individuale all'economia sociale.
Lo zuismo è una "religione sociale", perché gli dèi e gli uomini sono considerati parti simbiotiche di un tutto complesso. Gli dèi governano il destino degli uomini, e la relazione con essi non può essere trascurata. I capi religiosi e i sacerdoti sono responsabili di conservare questa relazione con gli dèi attraverso celebrazioni quotidiane, mensili e annuali tenute nei templi. I sacerdoti sono detti en, ensi e lugal.

### Annullamento del debito e redistribuzione della ricchezza
Evidenze archeologiche dimostrano che i sumeri crearono il primo sistema tributario nella storia della civiltà, chiamato bala. Secondo gli zuisti islandesi, i sumeri erano coscienti del pericolo che l'accumulazione del debito rappresenta per l'economia e per questa ragione il debito era regolarmente annullato con una pratica detta amargi. Il movimento zuista islandese propone di recuperare questa pratica cominciando dalla redistribuzione tra i propri membri dei proventi ricevuti tramite le tasse sull'appartenenza religiosa che i governi, incluso quello islandese, impongono ai propri cittadini.

## Bibliografia

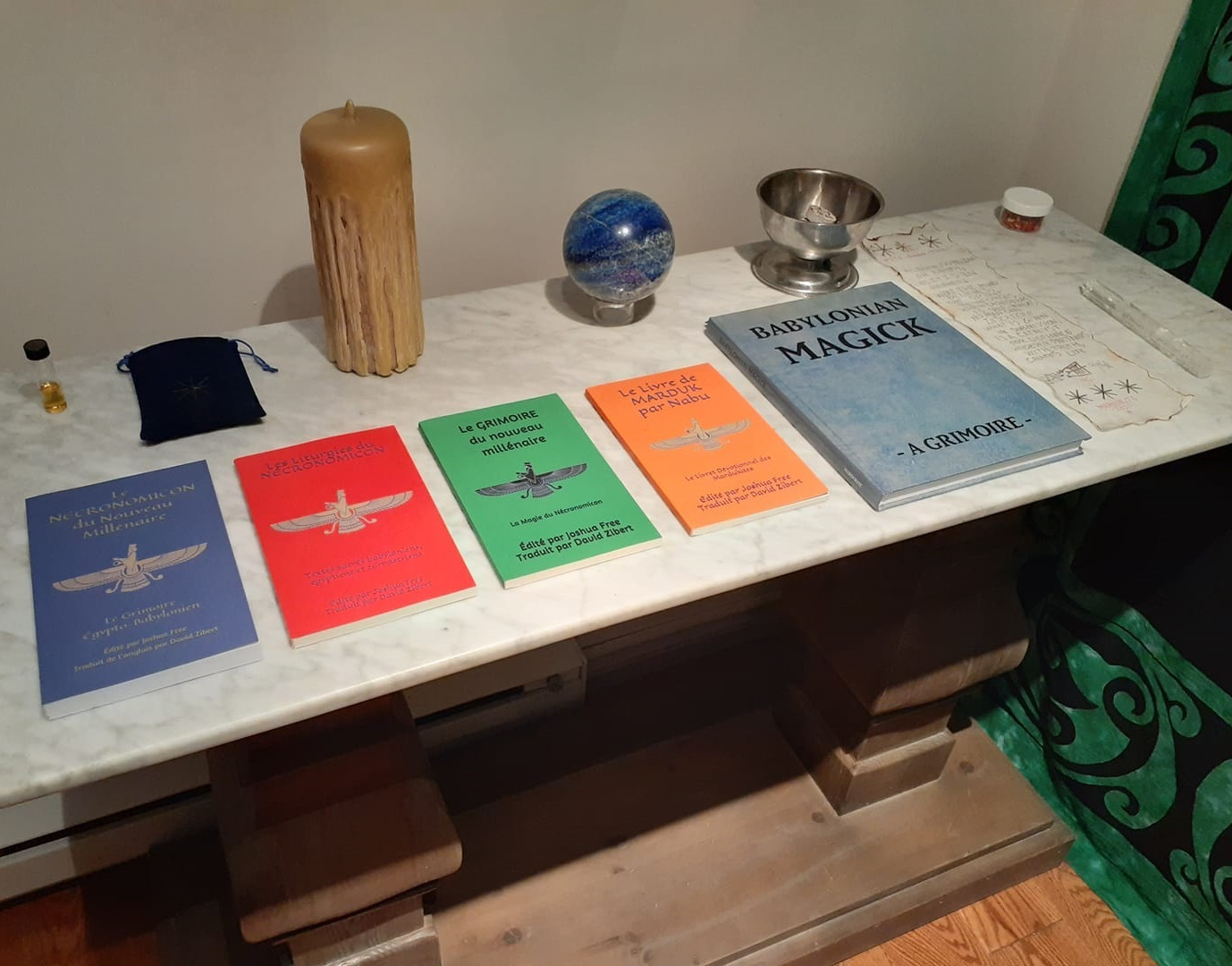
Altare di un praticante zuista canadese con copie di alcune scritture del movimento: le edizioni in francese del Mardukite Zuist Necronomicon e di Babylonian Magick di Joshua Free.